# Дзежковиці-Ринек
Дзежковиці-Ринек (пол. Dzierzkowice-Rynek) — село в Польщі, у гміні Дзешковиці Красницького повіту Люблінського воєводства.
Населення — 346 осіб (2011).

## Демографія
Демографічна структура станом на 31 березня 2011 року:
|          | Загалом | Допрацездатний вік | Працездатний вік | Постпрацездатний вік |
| -------- | ------- | ------------------ | ---------------- | -------------------- |
| Чоловіки | 176     | 40                 | 122              | 14                   |
| Жінки    | 170     | 31                 | 105              | 34                   |
| Разом    | 346     | 71                 | 227              | 48                   |